# Municipio de Washington (condado de Dubuque)
El municipio de Washington (en inglés: Washington Township) es un municipio ubicado en el condado de Dubuque en el estado estadounidense de Iowa. En el año 2010 tenía una población de 432 habitantes y una densidad poblacional de 4,65 personas por km².

## Geografía
El municipio de Washington se encuentra ubicado en las coordenadas 42°20′19″N 90°43′24″O / 42.33861, -90.72333. Según la Oficina del Censo de los Estados Unidos, el municipio tiene una superficie total de 92.93 km², de la cual 92,93 km² corresponden a tierra firme y (0 %) 0 km² es agua.

## Demografía
Según el censo de 2010, había 432 personas residiendo en el municipio de Washington. La densidad de población era de 4,65 hab./km². De los 432 habitantes, el municipio de Washington estaba compuesto por el 98,84 % blancos, el 0,23 % eran afroamericanos, el 0,93 % eran amerindios. Del total de la población el 0 % eran hispanos o latinos de cualquier raza.